# Били ле Мен
Били ле Мен (фр. Bully-les-Mines) насеље је и општина у североисточној Француској у региону Север-Па д Кале, у департману Па де Кале која припада префектури Ланс.
По подацима из 2011. године у општини је живело 12.726 становника, а густина насељености је износила 1661,36 становника/km². Општина се простире на површини од 7,66 km². Налази се на средњој надморској висини од 19 метара (максималној 92 m, а минималној 38 m).

## Демографија
| 1962.  | 1968.  | 1975.  | 1982.  | 1990.  | 1999.  | 2011.  |
| ------ | ------ | ------ | ------ | ------ | ------ | ------ |
| 13 906 | 14 037 | 12 236 | 12 533 | 12 577 | 12 045 | 12.726 |

График промене броја становника у току последњих година